# Poilly
Poilly település Franciaországban, Marne megyében. Lakosainak száma 95 fő (2022. január 1.). Poilly Bouleuse, Lhéry, Sarcy, Tramery, Treslon és Ville-en-Tardenois községekkel határos.

## Népesség
A település népességének változása:
| Lakosok száma | 60   | 67   | 93   | 85   | 90   | 95   | 96   | 95   | 94   | 95   |
|               | 1968 | 1982 | 1990 | 2006 | 2013 | 2015 | 2017 | 2019 | 2020 | 2022 |